# 16807 Терасако
16807 Терасако (16807 Terasako) — астероїд головного поясу, відкритий 12 жовтня 1997 року.
Тіссеранів параметр щодо Юпітера — 3,596.
Названо на честь Терасако (яп. てらさこ(寺迫) терасако).